# Nati stanchi
Nati stanchi è un film del 2002 diretto da Dominick Tambasco e interpretato da Ficarra e Picone.
Si tratta del primo lungometraggio del duo comico siciliano.

## Trama
Salvo e Valentino sono due disoccupati che vivono a Cardaci, una piccola località della Sicilia. Partecipano controvoglia a qualsiasi concorso, senza alcuna intenzione di vincerlo, semplicemente per allontanarsi per qualche giorno dal paese e dalle famiglie. Trascorrono le giornate nel bar di Gino Passalacqua e nottetempo regolarmente, più per divertimento che per dispetto, svegliano (ed esasperano) il povero barista citofonandogli di nascosto, egli tuttavia crede che non siano loro gli autori delle "scampanellate" bensì un nemico storico che definisce "lo zitellone". 
Convinti da amici e familiari e dalla solita predica di padre Renzino, accettano di partecipare ad un concorso per bibliotecari che si svolgerà a Milano. La trasferta procurerà ai due non pochi guai: incaricati da "don" Ciccio Milazzo, il boss mafioso di Cardaci, di consegnare un misterioso pacco ad un loro compaesano e amico di don Ciccio residente nel capoluogo lombardo, verranno scambiati per mafiosi ed arrestati. Rilasciati, verranno sorpresi senza biglietto della metropolitana e ricondotti in questura dallo stesso costernato commissario che li aveva appena rilasciati, e che li rincontra per la terza volta dopo una rissa in discoteca. Sull'orlo della disperazione, il commissario coglie l'occasione della loro ripartenza per espellerli da Milano accompagnandoli sul primo treno per la Sicilia. 
Ritornati nell'isola, scopriranno con stupore di aver vinto il concorso;  si affideranno inutilmente ad un avvocato per fare ricorso. Capiranno che ad averli raccomandati è stato don Ciccio, invidioso della vita spensierata e libera dei due amici. Vinto il concorso, si dovrebbe fissare la data dei matrimoni con Loredana e Sandra, le rispettive fidanzate di Salvo e Valentino, alle quali questi ultimi avevano promesso di sposarle qualora il concorso avesse avuto esito positivo. Il tentativo di incendiare il Municipio per distruggere le pubblicazioni, da parte dei fidanzati e sorprendentemente anche delle fidanzate, convince tutti ad annullare le nozze.
Il film si conclude con il matrimonio di Tony e Tania, una coppia di amici. Il concorso vinto da Salvo e Valentino è stato annullato e don Ciccio ha improvvisamente deciso di trasferirsi ai Caraibi. Mentre scorrono i titoli di coda, si vedono Salvo e Valentino nel negozio dove lavorano Loredana e Sandra per sistemare alcune pezze di stoffa. Trovano una rivista dedicata ai concorsi in Europa, decidendo che la prossima meta potrebbe essere Amsterdam, ma non sanno che a far trovare loro la rivista sono state le due ragazze che se la ridono di nascosto.

## Produzione

### Riprese
In Sicilia le scene del film sono state girate quasi tutte a Palazzolo Acreide, tranne quella della partenza di Salvo e Valentino per Milano girata alla stazione di Siracusa.
A Milano, la scena del biglietto della metropolitana è stata girata nel mezzanino della stazione Lodi TIBB della Linea 3 della Metropolitana milanese; le scene del passeggio di Salvo e Valentino per le vie di Milano in via Dante e in via Giovanni Mayr. Inoltre, una scena è stata girata anche a Nepi, nel viterbese.

## Accoglienza
Al contrario dei successivi film della coppia di comici tutti ben accolti dal pubblico, questa pellicola passò completamente inosservata all'epoca della distribuzione in sala.